# Першопричина
Першопричина — основна, найперша, головна причина чого-небудь.

## У філософії
Найперша нестворена або самостворена причина, до якої повинен врешті-решт приводити будь-який причиново-наслідковий ряд.

## У релігійній філософії
Першопричина — це поняття, що поширює причинну обумовленість всіх кінцевих природних процесів на світ в цілому: раз ці процеси мають свої причини, то повинна бути причина появи всього світу. Така першопричина називається Творцем.
Власне поняття «першопричина» ввів Аристотель, але широкий вжиток воно отримало лише в XVII—XVIII ст. Деїзм обмежує Творця функцією першопричини — першопоштовху, теїзм же наділяє його і властивістю втручання в подальший розвиток створеного ним світу (Провидіння). Поняття першопричини перейшло також в християнську традицію і стало підставою однією з версій космологічного аргументу про існування Творця. Відповідно до цього аргументу, всяка подія є результатом причиново-наслідкового ряду, що зводиться до першопричини, яка і є Творцем. Класичне формулювання цього аргументу дав Св. Фома Аквінський. Космологічний аргумент відкидали багато пізніших мислителів, в тому числі Девід Юм та Іммануїл Кант.